# Gallery Publishing Group
Gallery Publishing Group es una editorial de interés general y una división de Simon & Schuster que alberga los sellos Gallery Books, Pocket Books, Scout Press, Gallery 13 y Saga Press.
Jen Bergstrom es el vicepresidente senior y editor.

## Historia
Simon & Schuster creó el sello Gallery Books en 2009 para unir los equipos editoriales de Pocket Books y Simon Spotlight Entertainment (o SSE), y Gallery Books lanzó su primera lista en 2010. Louise Burke fue nombrada vicepresidenta ejecutiva y editora, mientras que Jennifer Bergstrom , que había sido editor de SSE, sería el editor jefe. La misión inicial de Gallery era centrarse en la ficción, la cultura pop y el entretenimiento de mujeres. 
Simon & Schuster anunció una reorganización en octubre de 2012 que creó cuatro divisiones, con Gallery Publishing Group como una sola. Cuando se completó la reorganización, Gallery Publishing Group estaba formado por Gallery Books, Pocket Books, Pocket Star y Karen Hunter Books. En los años posteriores, Pocket Star y Karen Hunter Books se disolvieron, mientras se creaban nuevos sellos. Pocket Books, que se fundó en 1939 y jugó un papel decisivo en la introducción del libro de bolsillo en el mercado estadounidense, sigue activa y continúa publicando ediciones para el mercado masivo.
En 2015, Gallery Publishing Group lanzó el sello de ficción literaria Scout Press con el debut de Ruth Ware, In a Dark, Dark Wood. El sello ha seguido publicando todos los libros del autor más vendido del New York Times, Ware, junto con ficción ambiciosa de autores como Candice Carty Williams, Kristen Roupenian, Andrew MacDonald e Iain Reid.
En julio de 2016, Gallery Books anunció una nueva línea de libros gráficos llamada Gallery 13. El sello ha publicado narraciones visuales de la más alta calidad de creadores como Stephen King, Stan Lee y James O'Barr.
En agosto de 2017, Jennifer Bergstrom se convirtió en vicepresidenta senior y editora tras la jubilación de Louise Burke.
En marzo de 2019, el sello de fantasía y ciencia ficción con todo incluido Saga Press se mudó de Simon & Schuster's Children's Publishing Group a Gallery. Saga publica autores estimados y más vendidos, incluidos Charlaine Harris, Stephen Graham Jones, Rebecca Roanhorse y Ken Liu.
Gallery Books, el sello principal de interés general de Gallery Publishing Group, ha ampliado su misión y alcance con el tiempo y ahora publica libros en una amplia gama de categorías, que incluyen ficción comercial, memorias y no ficción narrativa.